# Мирас (спортивный комплекс)
«Мирас» (тат. Мирас, рус. Наследие) — универсальный спортивный комплекс КНИТУ (КХТИ), включающий в себя спортивный зал «Мирас» размером 62×34 м, общей площадью помещений 6196 кв.м. и вместимостью 1000 зрителей, и открытый стадион «Мирас», общей площадью 7950 кв.м., с беговыми дорожками, легкоатлетическими сооружениями и футбольным полем с искусственным покрытием.
Во время Всемирных летних студенческих игр 2013 года в УСК «Мирас» проходили предварительные соревнования по баскетболу, а также тренировочные занятия по футболу.

## Общая информация

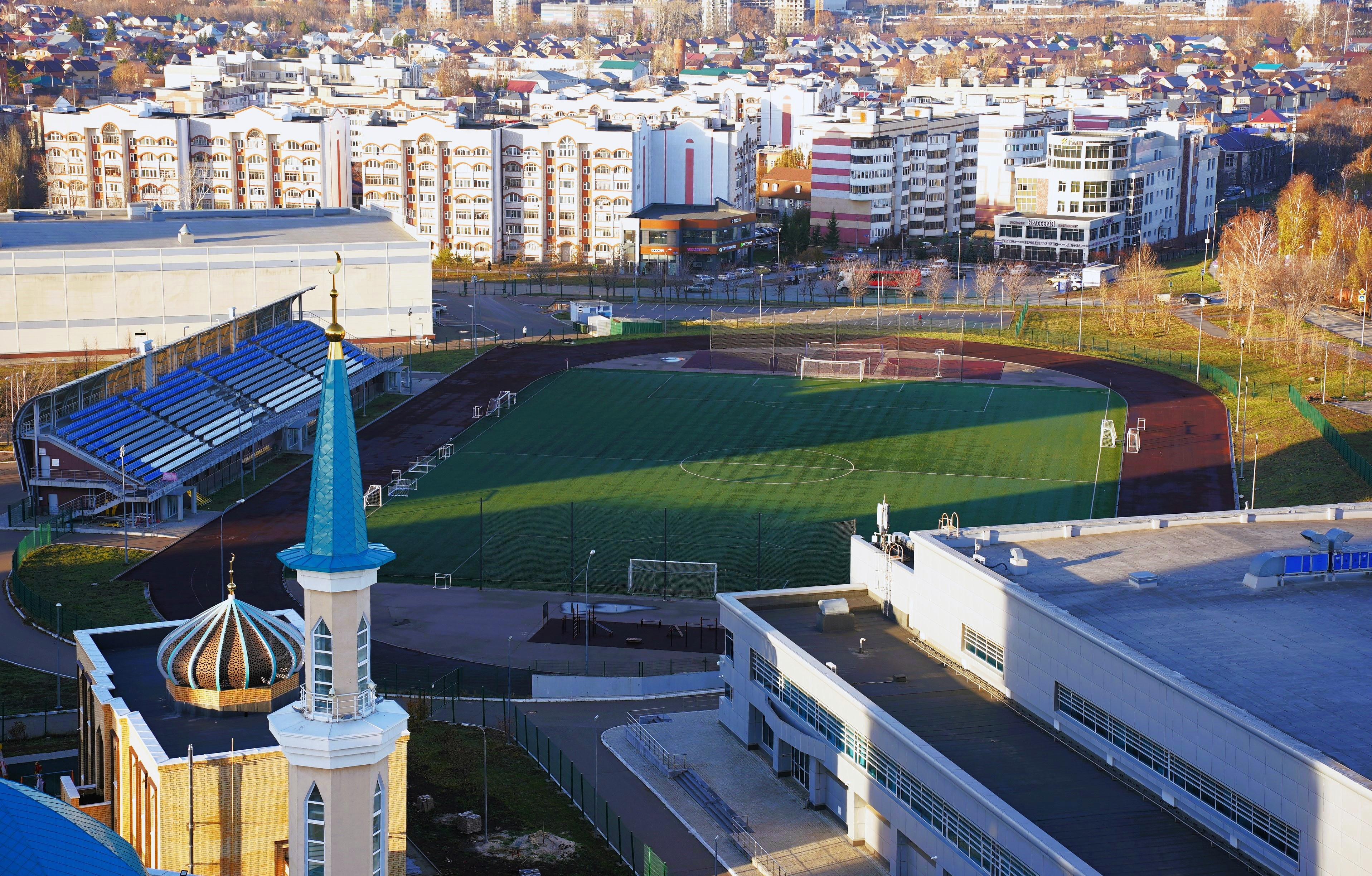
Стадион «Мирас»

Государственным заказчиком строительства УСК «Мирас» является Министерство строительства, архитектуры и жилищно-коммунального хозяйства РТ. Проект спортивного зала и стадиона выполнен ГУП «Татинвестгражданпроект».
Строительство УСК «Мирас» началось 1 июля 2009 года на расчищенной от бараков территории на пересечении двух казанских улиц — Джаудата Файзи и Хайдара Бигичева.
УСК «Мирас» открыт 5 мая 2010 года Председателем Правительства Российской Федерации В. В. Путиным.

## Спортивные секции и клубы
В УСК «Мирас» проходят учебно-тренировочные занятия студентов КНИТУ (КХТИ).
Кроме того, в настоящий момент на базе УСК «Мирас» осуществляют свою деятельность СДЮШ по футболу, а также тренируются университетские команды по карате кёкусинкай, футболу, баскетболу, чирлидингу, легкой атлетике.

## Прочее
В 2020 году казанский любительский футбольный клуб «Гроза» «продал» название домашнего стадиона «Мирас» одному из австралийских фанатов. «Гроза» арендовал стадион «Мирас» для игр и тренировок, так что его официальное название, естественно, не изменилось — в клубе это подчеркивают. Но в соцсетях «Гроза» отзывался о нём как о «Кeн Марго Стадиум», кроме того, на играх клуб вывешивает соответствующий баннер.